# 90-es busz (Miskolc)
A miskolci 90-es jelzésű autóbusz az Újgyőri főtér és a Diósgyőri kórház között közlekedett, kizárólag munkanapokon. 2017. szeptember 1-jén jött létre, 2019. november 4-étől viszont sofőrhiány miatt az MVK Zrt. ideiglenesen szüneteltette. Végül 2020. január 2-ától véglegesen meg is szűnt, s az általa kiszolgált területek ellátását a 16-os busz továbbközlekedtetésével, valamint a 29-es járattal oldották meg.

## Megállóhelyei
| 0 | Újgyőri főtér végállomás    | 6 | 1, 2 1, 6, 9, 16, 19, 21, 29, 53, 54, 67, 68, 101B | Autóbusz-állomás, Bükk Áruház, Vasas Művelődési Központ |
| 2 | Vasgyári út                 | ∫ | 9, 19, 21, 29, 67, 68, 101B                        | Diósgyőri Acélművek                                     |
| 4 | Vasgyár                     | 3 | 2 9, 19, 21, 29, 53, 67, 68, 101B                  | Diósgyőri Acélművek                                     |
| ∫ | Diósgyőri Ipari Park        | 1 |                                                    | Diósgyőri Ipari Park                                    |
| 5 | Diósgyőri kórház végállomás | 0 |                                                    | Diósgyőri kórház                                        |